# Героический век антарктических исследований

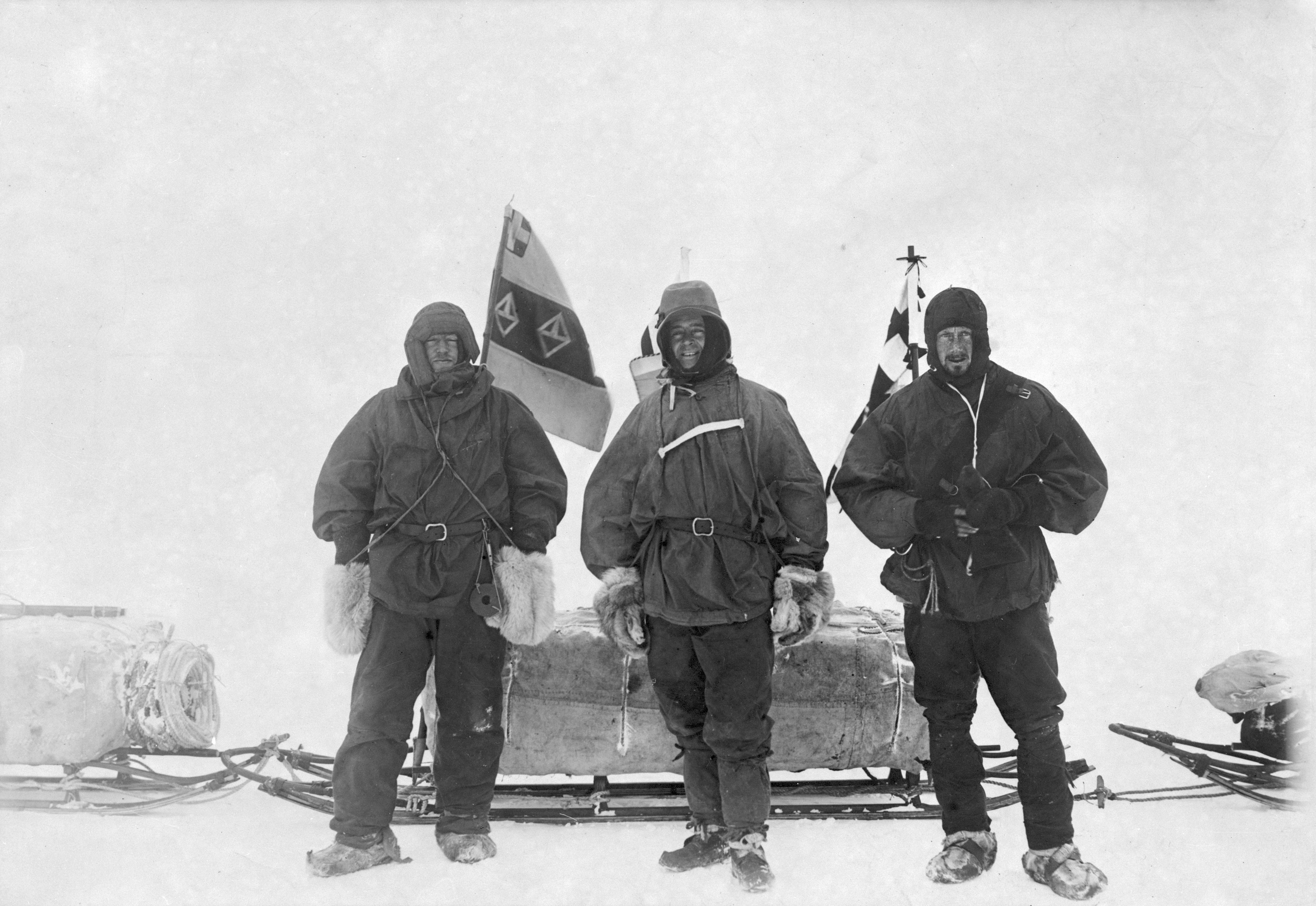
Участники первой попытки достижения Южного полюса: Шеклтон, Скотт, Уилсон на старте. 2 ноября 1902 года

Герои́ческий век антаркти́ческих иссле́дований (англ. Heroic Age of Antarctic Exploration) — термин, принятый в англоязычной историографии для обозначения ряда экспедиций в регион Антарктики, организованных на рубеже XIX века и первых десятилетий XX века, использовавших собачьи упряжки в качестве основного вида транспорта. Основной их целью было достижение географического Южного полюса и территориальный раздел побережий и внутренних районов неизвестного материка, изучение его физических, климатических и геологических условий. Однако некоторым экспедициям, имевшим данные цели, не удалось даже достигнуть антарктического побережья.
В период 1897—1922 годов Антарктика оказалась в центре международного внимания: за четверть века было проведено 16 экспедиций, снаряжённых в восьми странах, в том числе в Бельгии и Японии, не входящих к началу XX века в число ведущих полярных держав. О причинах ажиотажа Эпсли Черри-Гаррард писал так:

В воздухе витала мысль о том, что материк такой величины… может оказывать решающее влияние на изменения погоды во всём Южном полушарии. <…> Район вокруг Южного магнитного полюса представлялся щедрой нивой для проведения экспериментов и наблюдений. История этой земли… имела бесспорный интерес для геологической истории всего земного шара, а изучение образования суши и поведения льда могло сказать специалисту по физической географии больше, чем исследования в любом другом районе мира — в Антарктике он мог наблюдать ежедневные и даже ежечасные изменения, которые, как ему известно, в эпоху оледенения происходили во всём мире…

Не меньшую роль играли и национальные амбиции держав: из знаковых географических объектов на Земле непокорёнными к 1900 году оставались только Северный и Южный полюсы.
Экспедиции «Героического века» использовали технологии XIX века: деревянные парусно-паровые суда малого тоннажа для доставки команды, собачьи упряжки для передвижения по ледникам, и, отчасти, навыки выживания эскимосов, приспособленные для нужд европейцев. Ввиду ограниченности доступных ресурсов и снаряжения, успех каждой экспедиции в этих условиях зависел только от продуманности транспортной стратегии и логистических талантов руководителя. Это также означало, что каждая экспедиция проходила в экстремальных условиях, не имея связи с внешним миром, и требуя от участников использования всех интеллектуальных и физических сил. В итоге, жертвами покорения Южного полюса стали 19 человек.
Основными результатами «Героического века» стало комплексное исследование Антарктического материка, достижение южного географического и магнитного полюсов, составление первых карт побережий материка, большой комплекс географических, климатологических и биологических данных, создавших базу для изучения материка современными техническими средствами.

## Список экспедиций: 1897—1922

### Предуведомление
Следует иметь в виду, что данные, помещённые в секции «Краткое описание», в минимальной степени касаются результатов научной работы, и вклада в различные отрасли науки, сделанного перечисленными экспедициями. Данные об этом должны содержаться в соответствующих статьях.
В список не включены плавания китобоев, а также несколько малоизвестных широкой публике экспедиций, проведение которых сорвалось по ряду причин.

### Список
| Период    | Государство        | Название                                           | Экспедиционное судно               | Глава экспедиции              | Краткое описание | Пр.                  |
| --------- | ------------------ | -------------------------------------------------- | ---------------------------------- | ----------------------------- | --- | -------------------- |
| 1897—1899 | Бельгия            | Бельгийская антарктическая экспедиция              | «Бельжика»                         | Адриен де Жерлаш              | Первая экспедиция, зазимовавшая в пределах Южного полярного круга, во время вынужденного дрейфа в Море Беллинсгаузена. Впервые выполнен полный годичный цикл астрономических и метеорологических исследований в Антарктике. Достигнута широта 71°30’ ю. ш. Обнаружен Пролив Жерлаша.                   | [ 6 ] [ 7 ] [ 8 ]    |
| 1898—1900 | Великобритания     | Экспедиция на «Южном Кресте»                       | «Южный крест»                      | Карстен Борхгревинк           | Первая экспедиция, зазимовавшая на Антарктическом материке (Мыс Адэр). Первое восхождение на шельфовый ледник Росса. Достигнута широта 78° 30' ю. ш., точно вычислено тогдашнее положение Южного магнитного полюса.                                                                                    | [ 9 ] [ 10 ] [ 11 ]  |
| 1901—1904 | Великобритания     | Британская антарктическая экспедиция (1901—1904)   | «Дискавери» «Морнинг» «Терра Нова» | Роберт Скотт                  | Первое восхождение на поверхность Земли Виктории, достижение окрестностей Полярного плато. Достижение широты 82° 11’ ю. ш. Первая из экспедиций, базирующихся на о. Росса | [ 12 ] [ 13 ] [ 14 ] |
| 1901—1903 | Германская империя | Германская антарктическая экспедиция (1901—1903)   | «Гаусс»                            | Эрих фон Дригальский          | Первая из экспедиций, работавших в Восточной Антарктиде. Обнаружена Земля Вильгельма II. Экспедиция попала в дрейфующие льды и не смогла выполнить намеченной программы. | [ 15 ] [ 16 ] [ 17 ] |
| 1901—1904 | Швеция             | Шведская антарктическая экспедиция                 | «Антарктика»                       | Отто Норденшельд              | Экспедиция работала на восточном побережье Земли Грейама. Экспедиционное судно было раздавлено льдами, команда спаслась благодаря помощи Аргентины. | [ 18 ] [ 19 ] [ 20 ] |
| 1902—1904 | Великобритания     | Шотландская национальная антарктическая экспедиция | «Скотия»                           | Уильям Спирс Брюс             | Основана постоянная метеостанция на Южных Оркнейских островах. Достигнута широта 74° 01' ю. ш. в Море Уэдделла. | [ 21 ] [ 22 ]        |
| 1903—1905 | Франция            | Третья антарктическая экспедиция Шарко             | «Франция»                          | Жан-Батист Шарко              | Первоначально задумывалась как спасательная операция для помощи Норденшельду. Работала на Земле Грейама. | [ 23 ] [ 24 ] [ 25 ] |
| 1907—1909 | Великобритания     | Первая экспедиция Шеклтона                         | «Нимрод»                           | Эрнест Шеклтон                | Первая самостоятельная экспедиция Шеклтона. Базировалась на о. Росса. Открыт ледник Бирдмора, совершено восхождение на Полярное плато. Достигли широты 88° 23' ю. ш., не дойдя 180 км до Южного полюса, но вынуждены были возвратиться из-за нехватки продовольствия.                                  | [ 26 ] [ 27 ] [ 28 ] |
| 1908—1910 | Франция            | Четвёртая экспедиция Шарко                         | «Пуркуа Па — IV»                   | Жан-Батист Шарко              | Экспедиция продолжила начатые работы в море Беллинсгаузена. Были открыты залив Маргерит, острова Шарко и Рено, залив Микельсена и о. Ротшильда. | [ 23 ] [ 29 ] [ 25 ] |
| 1910—1912 | Япония             | Японская антарктическая экспедиция                 | «Кайнан-мару»                      | Сирасэ Нобу                   | Первая неевропейская антарктическая экспедиция. Обследована Земля Эдуарда VII, открыта бухта Кайнан на побережье шельфового ледника Росса. На собачьих упряжках достигнута широта 80° 05’ ю. ш. | [ 30 ] [ 31 ]        |
| 1910—1912 | Норвегия           | Норвежская антарктическая экспедиция (1910—1912)   | «Фрам»                             | Руаль Амундсен                | База экспедиции «Фрамхейм» была основана на побережье Китовой бухты. Открыт ледник Акселя Хейберга, по которому санная команда поднялась на Полярное плато и 14 декабря 1911 года успешно достигла Южного полюса.                                                                                      | [ 32 ] [ 33 ] [ 34 ] |
| 1910—1913 | Великобритания     | Экспедиция «Терра Нова»                            | «Терра Нова»                       | Роберт Скотт                  | База располагалась на о. Росса. 17 января 1912 г. команда Скотта из пяти человек достигла Южного полюса, через 33 дня после Амундсена, и погибла на обратном пути в полном составе. | [ 35 ] [ 36 ] [ 37 ] |
| 1911—1912 | Германская империя | Вторая германская антарктическая экспедиция        | «Дойчланд»                         | Вильгельм Фильхнер            | Целью экспедиции было достижение Южного полюса и пересечение всей Антарктиды в самом узком месте материка. Из-за тяжёлых ледовых условий в море Уэдделла удалось достигнуть 77° 45’ ю. ш., с последующим незапланированным дрейфом. Открыт залив Фазеля, Берег Луитпольда, шельфовый ледник Фильхнера. | [ 38 ] [ 20 ] [ 39 ] |
| 1911—1914 | Австралия          | Австралийская антарктическая экспедиция            | «Аврора»                           | Дуглас Моусон                 | Исследованы и картографированы обширные районы побережий Антарктиды, начиная от мыса Адэр. | [ 40 ] [ 41 ] [ 42 ] |
| 1914—1917 | Великобритания     | Имперская трансантарктическая экспедиция           | «Эндьюранс» «Аврора»               | Эрнест Шеклтон Энеас Макинтош | Целью экспедиции было пересечение всей Антарктиды по маршруту Фильхнера. Экспедиция состояла из двух отрядов: Шеклтона, на судне «Эндьюранс», и Макинтоша на судне «Аврора». Тяжёлые ледовые условия не позволили провести экспедиции по намеченному плану. Макинтош и двое его спутников погибли.     | [ 43 ] [ 44 ] [ 45 ] |
| 1921—1922 | Великобритания     | Экспедиция Шеклтона — Роуэтта                      | «Квест»                            | Эрнест Шеклтон                | Целью экспедиции было обследование неизвестных побережий, примыкающих к морю Уэдделла. Ещё до начала основных исследований скончался Шеклтон. Тяжёлые ледовые условия сорвали программу экспедиции. | [ 46 ] [ 47 ]        |

## Жертвы экспедиций «героического века»
| Экспедиция                                         | Имя                  | Подданство     | Дата смерти     | Место смерти                       | Причина смерти                                                        | Пр.                                |
| -------------------------------------------------- | -------------------- | -------------- | --------------- | ---------------------------------- | --------------------------------------------------------------------- | ---------------------------------- |
| Бельгийская антарктическая экспедиция              | Карл Август Винке    | Норвегия       | 22 января 1898  | Южный океан близ Земли Грейама     | Падение за борт                                                       | [ 48 ] [ 49 ]                      |
| Бельгийская антарктическая экспедиция              | Эмиль Данко          | Бельгия        | 5 июня 1898     | Море Беллинсгаузена                | Сердечный приступ                                                     | [ 48 ] [ 49 ]                      |
| Экспедиция на «Южном Кресте»                       | Николай Хансон       | Норвегия       | 14 октября 1899 | Мыс Адэр, Антарктида               | Кишечная инфекция                                                     | [ 50 ]                             |
| Британская антарктическая экспедиция (1901—1904)   | Чарльз Боннер        | Великобритания | 2 декабря 1901  | Литтелтон, Новая Зеландия          | Падение с топа мачты                                                  | [ 51 ] [ 52 ]                      |
| Британская антарктическая экспедиция (1901—1904)   | Джордж Винс          | Великобритания | 11 марта 1901   | Остров Росса, Антарктида           | Падение в море с ледяного обрыва                                      | [ 51 ] [ 52 ]                      |
| Шотландская национальная антарктическая экспедиция | Аллан Рэмси          | Великобритания | 6 августа 1903  | Южные Оркнейские острова           | Сердечный приступ                                                     | [ 53 ]                             |
| Экспедиция «Терра Нова»                            | Эдгар Эванс          | Великобритания | 18 февраля 1912 | Ледник Бирдмора, Антарктида        | Черепно-мозговая травма и общее истощение                             | [ 54 ] [ 55 ] [ 56 ] [ 57 ] [ 58 ] |
| Экспедиция «Терра Нова»                            | Лоуренс Оутс         | Великобритания | 17 марта 1912   | Шельфовый ледник Росса, Антарктида | Покончил жизнь самоубийством, уйдя в ледяной буран. Страдал гангреной | [ 54 ] [ 55 ] [ 56 ] [ 57 ] [ 58 ] |
| Экспедиция «Терра Нова»                            | Роберт Скотт         | Великобритания | 29 марта 1912   | Шельфовый ледник Росса, Антарктида | Общее истощение                                                       | [ 54 ] [ 55 ] [ 56 ] [ 57 ] [ 58 ] |
| Экспедиция «Терра Нова»                            | Эдвард Уилсон        | Великобритания | 29 марта 1912   | Шельфовый ледник Росса, Антарктида | Общее истощение                                                       | [ 54 ] [ 55 ] [ 56 ] [ 57 ] [ 58 ] |
| Экспедиция «Терра Нова»                            | Генри Бауэрс         | Великобритания | 29 марта 1912   | Шельфовый ледник Росса, Антарктида | Общее истощение                                                       | [ 54 ] [ 55 ] [ 56 ] [ 57 ] [ 58 ] |
| Экспедиция «Терра Нова»                            | Роберт Бриссенден    | Великобритания | 17 августа 1912 | Залив Адмиралти, Новая Зеландия    | Утонул                                                                | [ 54 ] [ 55 ] [ 56 ] [ 57 ] [ 58 ] |
| Вторая германская антарктическая экспедиция        | Рихард Фазель        | Германия       | 8 августа 1912  | Море Уэдделла                      | Сифилис                                                               | [ 39 ] [ 59 ] [ 60 ]               |
| Австралийская антарктическая экспедиция            | Бельграв Ниннис      | Великобритания | 14 декабря 1912 | Земля Георга V, Антарктида         | Падение в ледниковую трещину                                          | [ 61 ]                             |
| Австралийская антарктическая экспедиция            | Ксавьер Мерц         | Швейцария      | 7 января 1913   | Земля Георга V, Антарктида         | Предположительно, гипервитаминоз витамина А                           | [ 61 ]                             |
| Имперская трансантарктическая экспедиция           | Арнольд Спенсер-Смит | Великобритания | 9 марта 1916    | Шельфовый ледник Росса, Антарктида | Цинга, общее истощение                                                | [ 62 ] [ 63 ]                      |
| Имперская трансантарктическая экспедиция           | Энеас Макинтош       | Великобритания | 8 мая 1916      | Остров Росса, Антарктида           | Предположительно, провалился под лёд                                  | [ 62 ] [ 63 ]                      |
| Имперская трансантарктическая экспедиция           | Виктор Хейвард       | Великобритания | 8 мая 1916      | Остров Росса, Антарктида           | Предположительно, провалился под лёд                                  | [ 62 ] [ 63 ]                      |
| Экспедиция Шеклтона — Роуэтта                      | Эрнест Шеклтон       | Великобритания | 5 января 1924   | Грютвикен, Южная Георгия           | Коронарный тромбоз                                                    | [ 64 ]                             |

От последствий физических и психических травм, полученных в экспедициях, вскоре после возвращения скончались четыре человека:
- Харлув Кловстадт, врач экспедиции на «Южном Кресте», скончался в 1900 году от невыясненных причин[65].
- Йорген Петерсен, первый помощник на «Южном Кресте», скончался в 1900 году во время возвращения в Австралию[65].
- Бертрам Эрмитедж, участник экспедиции на «Нимроде», застрелился 12 марта 1910 года[66].
- Фредерик Ялмар Юхансен, каюр экспедиции Амундсена, застрелился 9 января 1913 года[67].